# Пакистано-саудовские отношения
Пакистано-саудовские отношения — двусторонние дипломатические отношения между Пакистаном и Саудовской Аравией. Между этими двумя государствами сложились очень близкие и доброжелательные отношения. Саудовская Аравия и Пакистан являются одними из ведущих членов Организации исламского сотрудничества.

## Развитие двусторонних отношений
Саудовская Аравия является одним из самых сильных союзников Пакистана в его конфликте с Индией, а также выступала против создания Бангладеш из восточной части Пакистана в 1971 году. В 1980 году аравийское правительство вместе с Пакистаном оказывало значительную финансовую и политическую поддержку талибам и афганским моджахедам во время советского вторжения в Афганистан. В 1990—1991 годах во время войны в Персидском заливе, Пакистан направил свои войска для защиты исламских святых мест Саудовской Аравии, однако некоторые пакистанские политики и генерал Мирза Аслам Бек (тогдашний начальник штаба пакистанской армии) открыто высказывались в поддержку режима Саддама Хусейна в Ираке и поддерживали его вторжение в Кувейт. Наряду с Объединёнными Арабскими Эмиратами, Саудовская Аравия и Пакистан были единственными государствами мира, признавшими власть талибов в Афганистане. В мае 1998 года Саудовская Аравия и ОАЭ стали единственными странами, поддержавшими решение премьер-министра Пакистана Наваза Шарифа по проведению испытания атомного оружия (Чагай-I). Кроме того, Саудовская Аравия пообещала поставлять 50 000 баррелей бесплатной нефти в день, чтобы помочь Пакистану справиться с возможными экономическими санкциями.

### Визит в Пакистан 2019 года
Наследный принц Саудовской Аравии Мухаммад бин Салман посетил Пакистан в феврале 2019 года; Пакистан был первой остановкой на пути наследного принца в Пакистан и Китай. Находясь там, наследный принц получил позолоченный пистолет-пулемет от членов пакистанского сената. Наиболее важной частью визита было подписание соглашения о создании в Гвадаре нефтеперерабатывающего и нефтехимического комплекса стоимостью 10 миллиардов долларов.

## Культурные и коммерческие связи
Саудовская Аравия предоставляет обширную религиозную и образовательную помощь Пакистану, являясь одним из основных спонсоров строительства мечетей и медресе по всему Пакистану (крупнейшая мечеть Пакистана — Фейсал, расположенная в Исламабаде — названа в честь саудовского короля).

В 1970-х Саудовская Аравия была главным сторонником политики исламизации Пакистана при правлении генерала Зия-уль-Хака. 
В 1977 году один из крупнейших пакистанских городов Лайяллпур был переименован в честь короля Фейсала и стал называться Фейсалабад. Саудовская Аравия является предпочтительным местом для иммиграции среди пакистанцев, всего около 900 тыс. человек переехало из Пакистана в эту страну. 
В 2006 году король Саудовской Аравии Абдалла был награждён орденом Нишан-е-Пакистан, который является самой высокой гражданской наградой правительства Пакистана.
Саудовская Аравия является крупнейшим поставщиком нефти в Пакистан. 
В 2000-е годы обе страны обменялись визитами на высоком уровне и разработали план по расширению двустороннего сотрудничества в области торговли, образования, недвижимости, туризма, информационных технологий, связи и сельского хозяйства. 
Саудовская Аравия оказывает помощь в развитии торговых отношений с Пакистаном через Совет сотрудничества стран Персидского Залива, с которой Пакистан ведёт переговоры по подписанию соглашения о свободной торговле; в 2006 году объём торговли между Пакистаном и государствами-членами этой организации составил 11 миллиардов долларов США.
Саудовская Аравия также предоставляет значительную финансовую помощь Пакистану, денежные переводы пакистанских мигрантов из Саудовской Аравии также являются одним из основных источников поступающей иностранной валюты. 

2023: объявлено, что Саудовская Аравия и ОАЭ инвестируют в общей сложности 50 млрд долларов в различные экономические секторы Пакистана в течение следующих трех лет; Саудовская Аравия будет инвестировать в горнодобывающую промышленность, сельское хозяйство и сектор информационных технологий

## Военное сотрудничество
Пакистан поддерживает тесные военные связи с Саудовской Аравией, обеспечивая поставку оружия и проводя подготовку саудовских военных. 
В 1969 году летчики-истребители ВВС Пакистана оказали помощь Королевским военно-воздушным силам Саудовской Аравии в отражении вторжения из Южного Йемена. 
В 1970-х и 1980-х годах примерно 15 тыс. пакистанских солдат были размещены в королевстве. 
В 2000-х годах Саудовская Аравия вела переговоры о покупке пакистанских баллистических ракет, способных нести ядерные боеголовки.